# Per Højholt
Per Højholt (* 22. Juli 1928 in Esbjerg; † 15. Oktober 2004 in Silkeborg) war ein dänischer Schriftsteller. Er zählt mit Inger Christensen zu den bedeutendsten und innovativsten modernen Lyrikern seiner Sprache.

## Leben
Bis 1965 arbeitete Højholt als Bibliothekar; danach war er als freier Schriftsteller tätig. 1949 debütierte er mit dem Lyrikband «Das Pferd und die Sonne». Er verbannte die Gefühle aus dem Gedicht, experimentierte radikal und wurde zum Großmeister der konkreten Poesie. In «Punkte» (1971) reduzierte Højholt das Buch zum Medium und Gegenstand, der sich als Pappschachtel präsentiert, in dem sich 34 teilweise beschriftete Plexiglasplättchen befinden, die man nach eigenem Gutdünken ordnen kann. Das Kunstwerk verweigert sich, wie der Autor in «Cézannes Methode» ausführt, dem Urteil, der Aussage und der Referenz und ist so eine nutzlose wie bedeutungslose «Show». Das Mittel ist Zweck. Højholt brillierte als Selbstdarsteller und Rezitator seiner Texte. Mit den satirischen «Gitte-Monologen» (1981) feierte er wahre Triumphe, so dass sich in seiner Person das Elitäre und das Populäre auf eine sehr dänische Art verbanden.
Zu seinen in Deutschland erschienenen Arbeiten zählen der Gedicht- und Prosaband «Der Kopf des Poeten» (1998) sowie der Roman «Auricula» (2003). 1982 erhielt er den Großen Preis der Dänischen Akademie, 1995 den dänischen Kritikerpreis. Højholt verbrachte den Großteil seines Lebens in Hørbylunde bei Silkeborg; er verstarb nach längerer Krankheit.

## Werke
- Hesten og solen - Wivel, 1949. Gedichte.
- Skrift paa vind og vand - Schønberg, 1956. Gedichte.
- Poetens hoved - Schønberg, 1963. Gedichte.
- Provinser - Schønberg, 1964. Gedichte und Fotografien.
- Show - Schønberg, 1966. Gedichte.
- Min hånd 66 - Schønberg, 1966. Gedichte und Schallplatte.
- Cézannes metode - Schønberg, 1967.
- Turbo - Schønberg, 1968. Gedichte.
- 1 - Schønberg, 1969. Gedichte.
- 6512 - Schønberg, 1969.
- Digter - Pax, 1970. Udvalgte Gedichte.
- Punkter - Schønberg, 1971. Gedichte.
- Intethedens grimasser : essays - Schønberg, 1972.
- Volumen - Schønberg, 1974. Fotocollage.
- Praksis, Band 1 : Revolver - Gyldendal, 1977. Gedichte.
- Praksis, Band 2 : Groteskens område - Gyldendal, 1978. Gedichte.
- Praksis, Band 3 : Den fireogtresindstyvende frokost i det grønne - Gyldendal, 1979.
- Smerteskolen og andre Gedichte - Jorinde & Joringel, 1979.
- Enhjørningens kvababbelser - Edition After hand, 1980. Gedichte.
- Praksis, Band 4 : Lynmuseet og andre blindgyder - Gyldendal, 1982. Novelle.
- Digter 1963–79 - Schønberg, 1982.
- Praksis, Band 5 : Nuet druknet i latter - Gyldendal, 1983. Novelle.
- Gittes monologer og andre kvababbelser - Edition After hand, 1983. Gedichte.
- Gittes monologer : samlet udgave - Schønberg, 1984.
- Voldtag stilheden - Centrum, 1985.
- Salamanderen - Edition After Hand, 1985.
- Praksis, Band 6 : Salamanderen og andre blindgyder - Gyldendal, 1986. Novelle.
- Praksis, Band 7 : Hundekunstneren og andre blindgyder - Gyldendal, 1988. Novelle.
- Praksis, Band 8 : Album, tumult - Gyldendal, 1989. Korte prosatekster.
- Praksis, Band 9 : Det gentagnes musik - Gyldendal, 1989. Gedichte.
- Kvababbelser (blindskrift, braille) - Danmarks Blindebibliotek, 1989. Gedichte.
- Jysk til rejsebrug - Band 3 - Thor Bryggerierne, 1991.
- Praksis, Band 10 : Manøvrer - Gyldendal, 1993. Gedichte.
- Stenvaskeriet og andre stykker - Gyldendal, 1994. Essays.
- Praksis, Band 11 : Lynskud - Gyldendal, 1995. Gedichte.
- Praksis, Band 12 : Anekdoter - Gyldendal, 1996.
- Jeg vil ikke stå i vejen for kaos : Per Højholts forfatterskab - Munksgaard, 1998.
- Udsatte egne - det er mig : samtaler med Per Højholt - Borgen, 1998.
- Der Kopf des Poeten : Gedichte, Essays und eine CD. Gedichtene oplæst af Per Højholt - Straelener Manuskripte Verlag, 1998.
- Den tydelige solsort - Husets Forlag, 1999. Gedichte.
- Auricula Roman - Gyldendal, 2001, deutsche Ausgabe: Frankfurt am Main : Eichborn 2003, Reihe Die Andere Bibliothek, ISBN 978-3-8218-4518-0.